# Matriz de coeficientes
Na álgebra linear, uma matriz de coeficientes é uma matriz que consiste nos coeficientes das variáveis em um conjunto de equações lineares. A matriz é usada na resolução de sistemas de equações lineares.

## Matriz de coeficientes
Em geral, um sistema com {\displaystyle m} equações lineares e {\displaystyle n} incógnitas pode ser escrito como
{\displaystyle a_{11}x_{1}+a_{12}x_{2}+\cdots +a_{1n}x_{n}=b_{1}\,}
{\displaystyle a_{21}x_{1}+a_{22}x_{2}+\cdots +a_{2n}x_{n}=b_{2}\,}
{\displaystyle \vdots \,}
{\displaystyle a_{m1}x_{1}+a_{m2}x_{2}+\cdots +a_{mn}x_{n}=b_{m}\,}
onde {\displaystyle x_{1},\ x_{2},...,x_{n}} são as incógnitas e os números {\displaystyle a_{11},\ a_{12},...,\ a_{mn}} são os coeficientes do sistema.  A matriz de coeficientes é a matriz {\displaystyle m\mathrm {x} n} com o coeficiente {\displaystyle a_{ij}} como a (i, j)-ésima entrada:
{\displaystyle {\begin{bmatrix}a_{11}&a_{12}&\cdots &a_{1n}\\a_{21}&a_{22}&\cdots &a_{2n}\\\vdots &\vdots &\ddots &\vdots \\a_{m1}&a_{m2}&\cdots &a_{mn}\end{bmatrix}}}
Então, o conjunto de equações acima pode ser expresso de forma mais sucinta como
{\displaystyle Ax=b}
onde {\displaystyle A} é a matriz de coeficientes e {\displaystyle b} é o vetor coluna de termos constantes.

## Relação de suas propriedades com as propriedades do sistema de equações
Pelo teorema de Rouché-Capelli, o sistema de equações é inconsistente, o que significa que não tem soluções, se o posto da matriz aumentada (a matriz de coeficientes aumentada com uma coluna adicional consistindo do vetor {\displaystyle b}) for maior que o posto da matriz de coeficientes. Se, por outro lado, os postos dessas duas matrizes são iguais, o sistema deve ter pelo menos uma solução. A solução é única se e somente se o posto {\displaystyle p} for igual ao número {\displaystyle n} de variáveis. Caso contrário, a solução geral tem {\displaystyle n-p} parâmetros livres; portanto, em tal caso, há uma infinidade de soluções, que podem ser encontradas impondo valores arbitrários em {\displaystyle n-p} das variáveis e resolvendo o sistema resultante para sua solução única; diferentes escolhas de quais variáveis corrigir, e diferentes valores fixos delas, fornecem diferentes soluções de sistema.

## Equações dinâmicas
Uma matriz de equações de diferenças de primeira ordem com termo constante pode ser escrita como
{\displaystyle y_{t+1}=Ay_{t}+c,}
onde {\displaystyle A} é {\displaystyle n\mathrm {x} n} e {\displaystyle y} e {\displaystyle c} são {\displaystyle n\mathrm {x} 1}. Este sistema converge para seu nível de estado estacionário de {\displaystyle y} se e somente se os valores absolutos de todos os {\displaystyle n} autovalores de {\displaystyle A} forem menores que 1.
Uma matriz de equações diferenciais de primeira ordem com termo constante pode ser escrita como
{\displaystyle {\frac {dy}{dt}}=Ay(t)+c.}
Este sistema é estável se e somente se todos os {\displaystyle n} autovalores de {\displaystyle A} tiverem partes reais negativas.